# Skogsalvspindel
Skogsalvspindel (Maro lehtineni) är en spindelart som beskrevs av Michael Ilmari Saaristo 1971. Skogsalvspindel ingår i släktet Maro och familjen täckvävarspindlar. Arten är reproducerande i Sverige. Inga underarter finns listade i Catalogue of Life.